# Seznam měn Austrálie a Oceánie
Toto je seznam měn používaných v Austrálii a Oceánii platný k datu 1. 1. 2009.
| Měna                              | Stát nebo závislé území                                                              |
| --------------------------------- | ------------------------------------------------------------------------------------ |
| americký dolar (USD)              | Palau Mikronésie Marshallovy ostrovy Americká Samoa Guam Severní Mariany Havaj (USA) |
| australský dolar (AUD)            | Austrálie Norfolk Kiribati Tuvalu Nauru                                              |
| novozélandský dolar (NZD)         | Nový Zéland Niue Tokelau Cookovy ostrovy Pitcairnovy ostrovy                         |
| CFP frank (XFP)                   | Nová Kaledonie Francouzská Polynésie Wallis a Futuna                                 |
| Dolar Šalomounových ostrovů (SBD) | Šalomounovy ostrovy                                                                  |
| Papuánská kina (PGK)              | Papua Nová Guinea                                                                    |
| Fidžijský dolar (FJD)             | Fidži                                                                                |
| Samojská tala (WST)               | Samoa                                                                                |
| Vanuatský vatu (VUV)              | Vanuatu                                                                              |
| Tonžská paʻanga (TOP)             | Tonga                                                                                |
| Chilské peso (CLP)                | Velikonoční ostrov (CHIL)                                                            |